# Inera
Inera AB är ett aktiebolag ägt av Sveriges Kommuner och Regioner (SKR), via bolaget SKR Företag AB, samt alla regioner och nästan samtliga kommuner. Företaget tillhandahåller e-hälsotjänster inklusive bland annat vårdinformationstjänsten 1177, en sammanhållen journal för vårdgivare i form av den Nationella patientöversikten (NPÖ), kunskapsstödet Vårdhandboken, det landsomfattande nätverket Sjunet samt läkemedelsordinationssystemet Pascal.

## Historik
Bolaget bildades 1999 av samtliga landsting och Apoteket AB under namnet Infomedica för att skapa en webbplats med information om vanliga sjukdomdomstillstånd. Databasen lanserades 1 oktober 2002 under samma namn som företaget. Bolaget bytte 2005 sedermera namn till Sjukvårdsrådgivningen SVR AB och sedan 2010 till Inera AB.
I dåvarande sjukvårdsrådgivningen införlivades 2007 Carelink, ett bolag bildat 2000 av Landstingsförbundet, Svenska kommunförbundet, Vårdföretagarna, Apoteket AB och Socialstyrelsen som bland annat utvecklade sätt för olika vårdsystem att interagera med varandra, arbetade med att ta fram en nationell patientöversikt och drev Sjunet, ett säkert nätverk (VPN) för informationsutbyte mellan bland andra landsting och vissa privata vårdgivare och kommuner. Apoteket lämnade båda bolagen i samband med sammangåendet.
Landstingen och regionerna sålde stora delar av sina aktieinnehav i Inera till SKR i mars 2017. I samband med detta erbjöds kommunerna att bli delägare i bolaget, som uppgavs komma att erbjuda fler tjänster också mot kommunernas ansvarsområden. Att kommunerna därigenom kan kringgå lagen om offentlig upphandling vid köp av dessa tjänster från Inera har framförts som ett av skälen till ägarbytet.